# Acanthodactylus beershebensis
Acanthodactylus beershebensis este o specie de șopârle din genul Acanthodactylus, familia Lacertidae, ordinul Squamata, descrisă de Moravec, El Din, Seligmann, Sivan și Werner 1999. A fost clasificată de IUCN ca specie pe cale de dispariție (stare critică). Conform Catalogue of Life specia Acanthodactylus beershebensis nu are subspecii cunoscute.